# Proporczykowiec czerwonopręgi
Proporczykowiec czerwonopręgi (Aphyosemion lujae) – endemiczny gatunek ryby karpieńcokształtnej z rodziny Nothobranchiidae. Bywa hodowany w akwarium.

## Występowanie
Gatunek ten zamieszkuje płytkie wody stojące w Demokratycznej Republice Konga. Spotykany w górnym i środkowym biegu rzeki Kasai, oraz w rzece Sankuru.

### Dymorfizm płciowy
Samiec barwniejszy od samicy. Na jego ciele wzdłuż ciała przebiega pięć pasów, na które składają się ułożone i zlewające się ze sobą czerwone punkty. Grzbiet w kolorze żółtoniebieskim, płetwy obrzeżone zielonkawożółto.
Barwa i pasy na ciele samicy są mniej wyraźne, punkty zaś nie łączą się w całość tworzącą linie.
dojrzałość płciową osiągają po 3–4 miesiącach.
Dorastają do 5–6 cm, samice mniejsze.

## Warunki hodowlane
| Zalecane warunki w akwarium | Zalecane warunki w akwarium |
| --------------------------- | --------------------------- |
| Zbiornik                    | min. 50 litrów              |
| Temperatura wody            | 23–27°C                     |
| Twardość wody               | 4–12°n                      |
| Skala pH                    | 6,5–7                       |
| pokarm                      | drobny, żywy                |

### Roślinność w akwarium
Aphyosemion lujae jest rybą spokojną, lubi przebywać wśród roślin dających w wodzie półcień. Obsada roślinna z rodzaju: Ceratopteris, kabomba, limnofila, pistia, rogatek, salwinia i wgłębka.

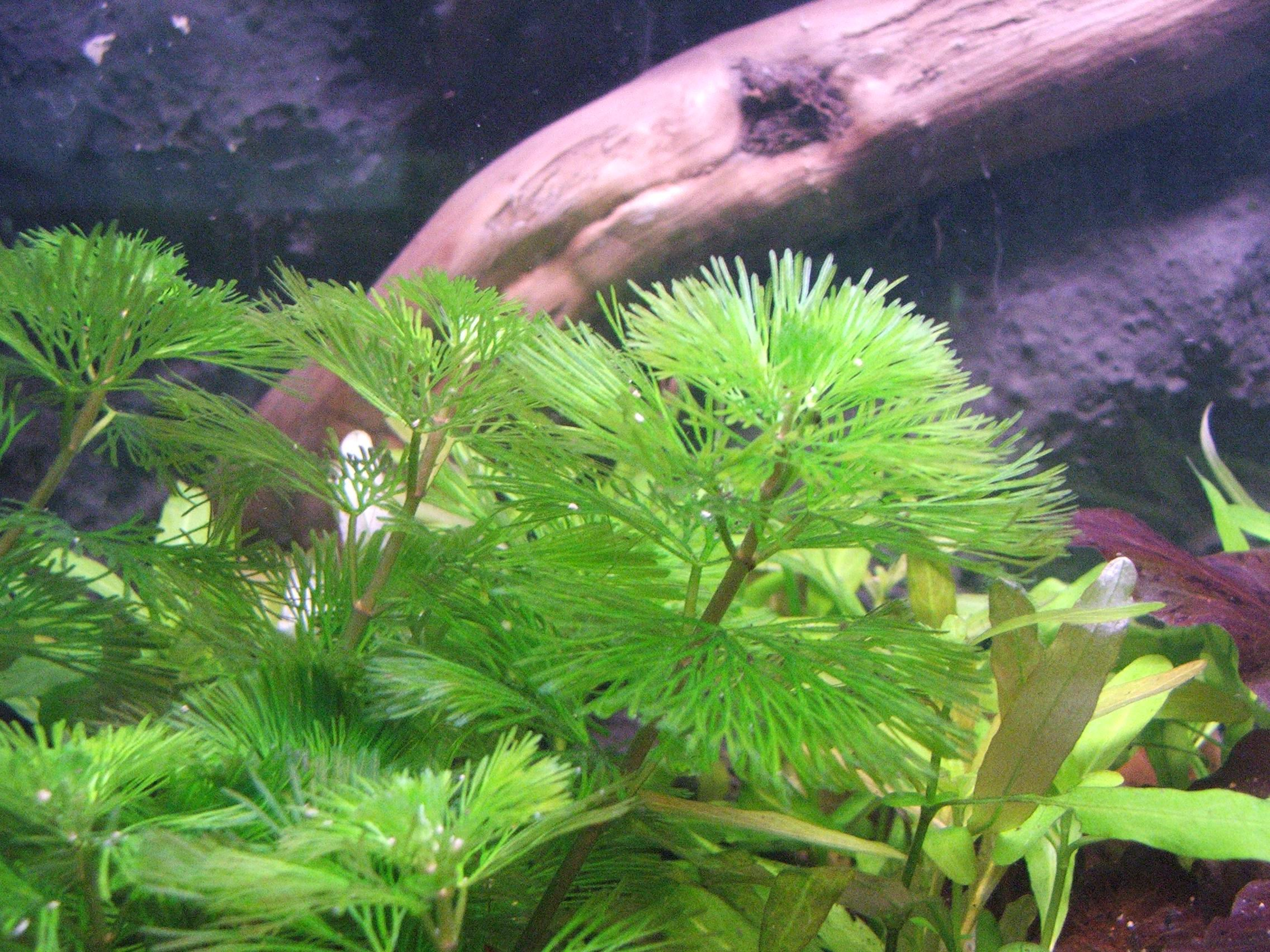
Kabomba wodna
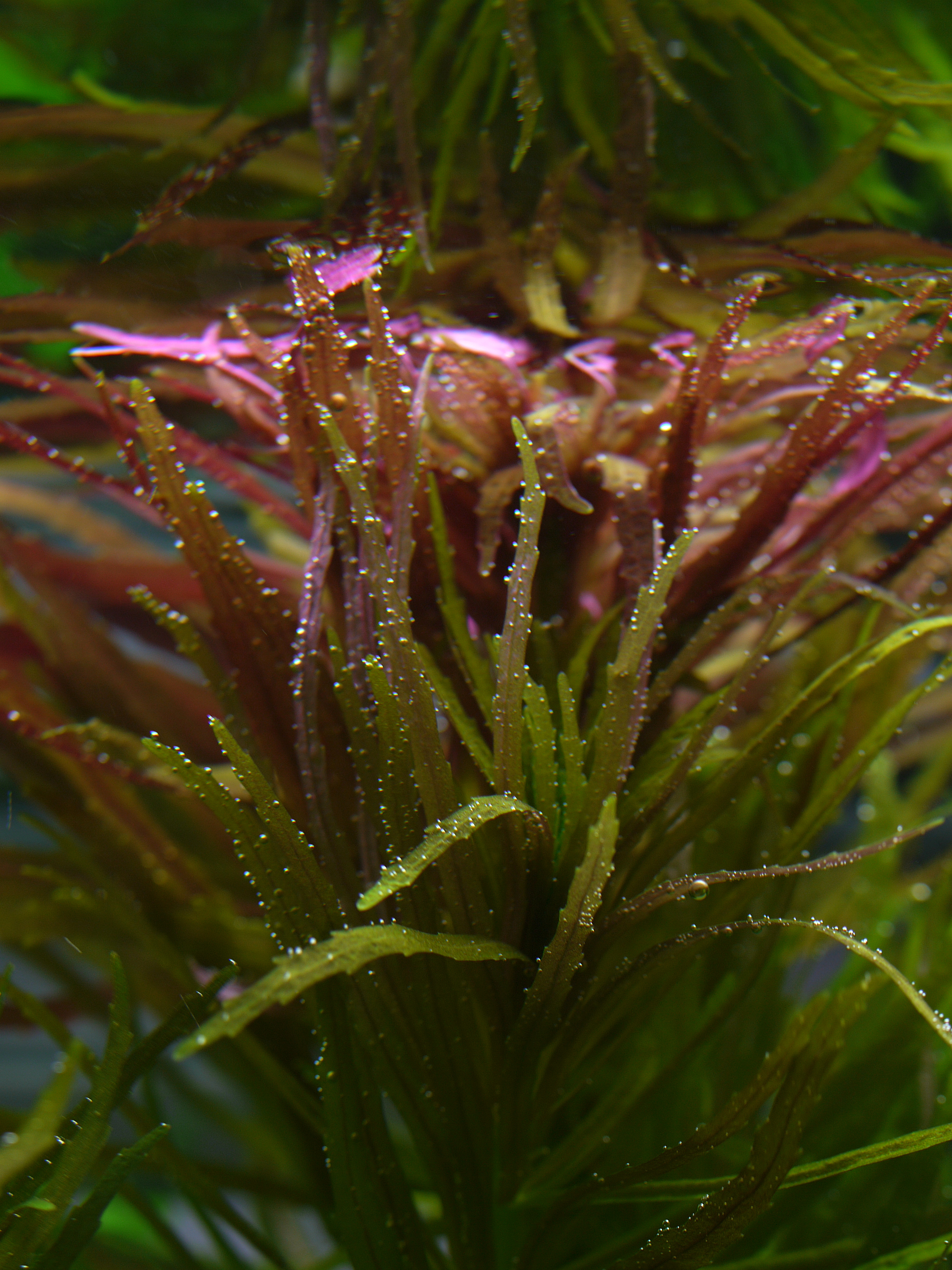
Limnofila aromatica
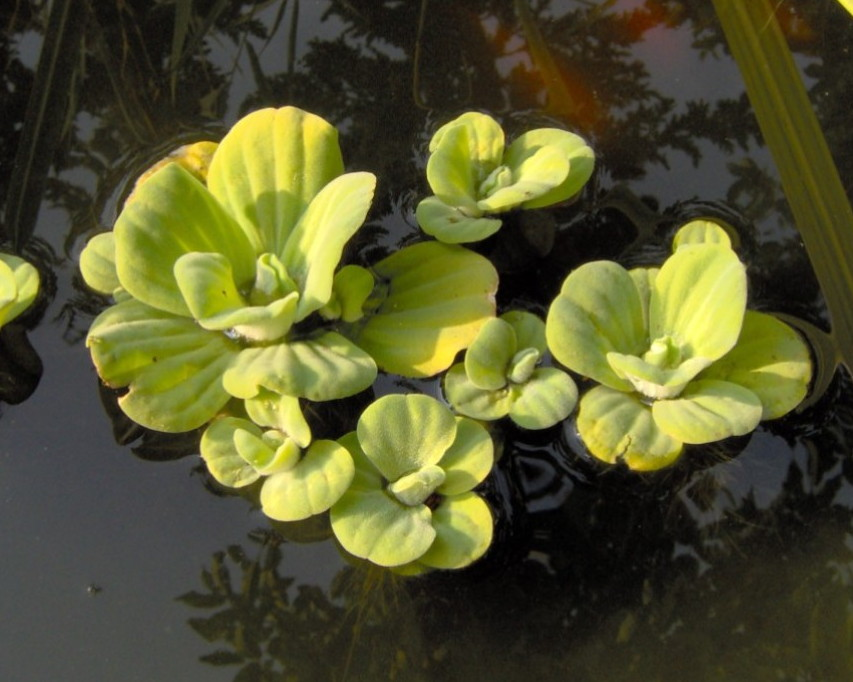
Pistia
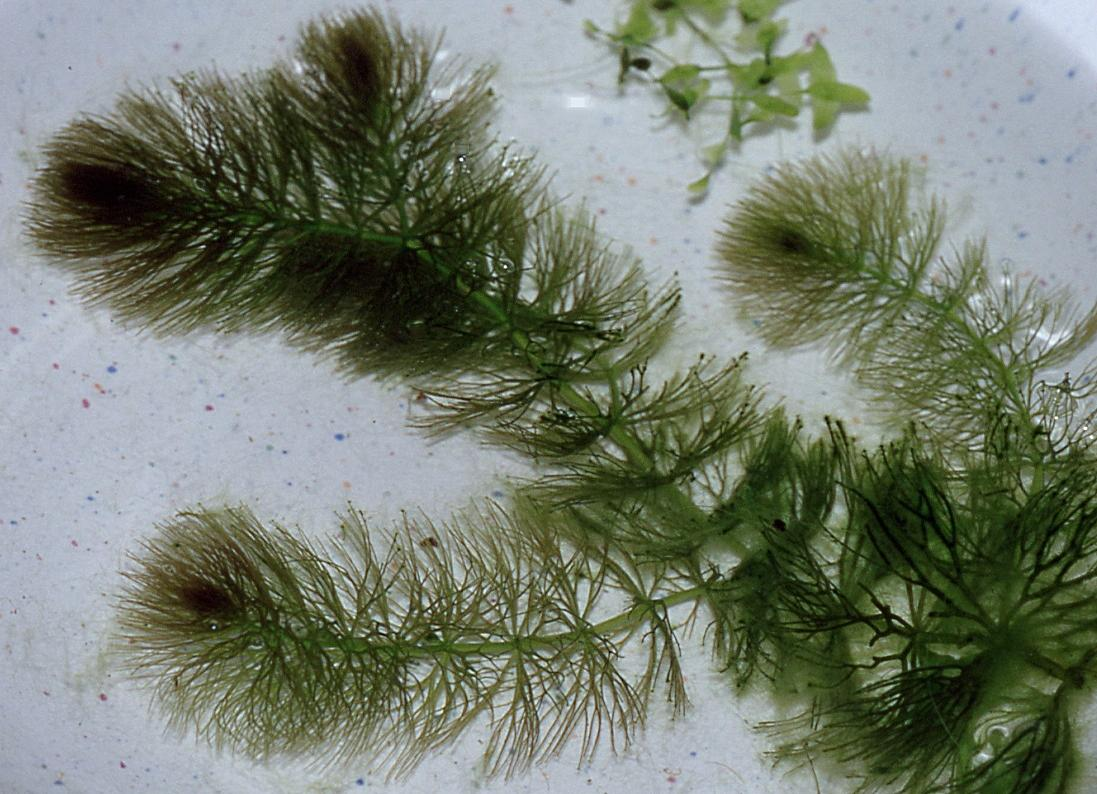
Rogatek krótkoszyjkowy
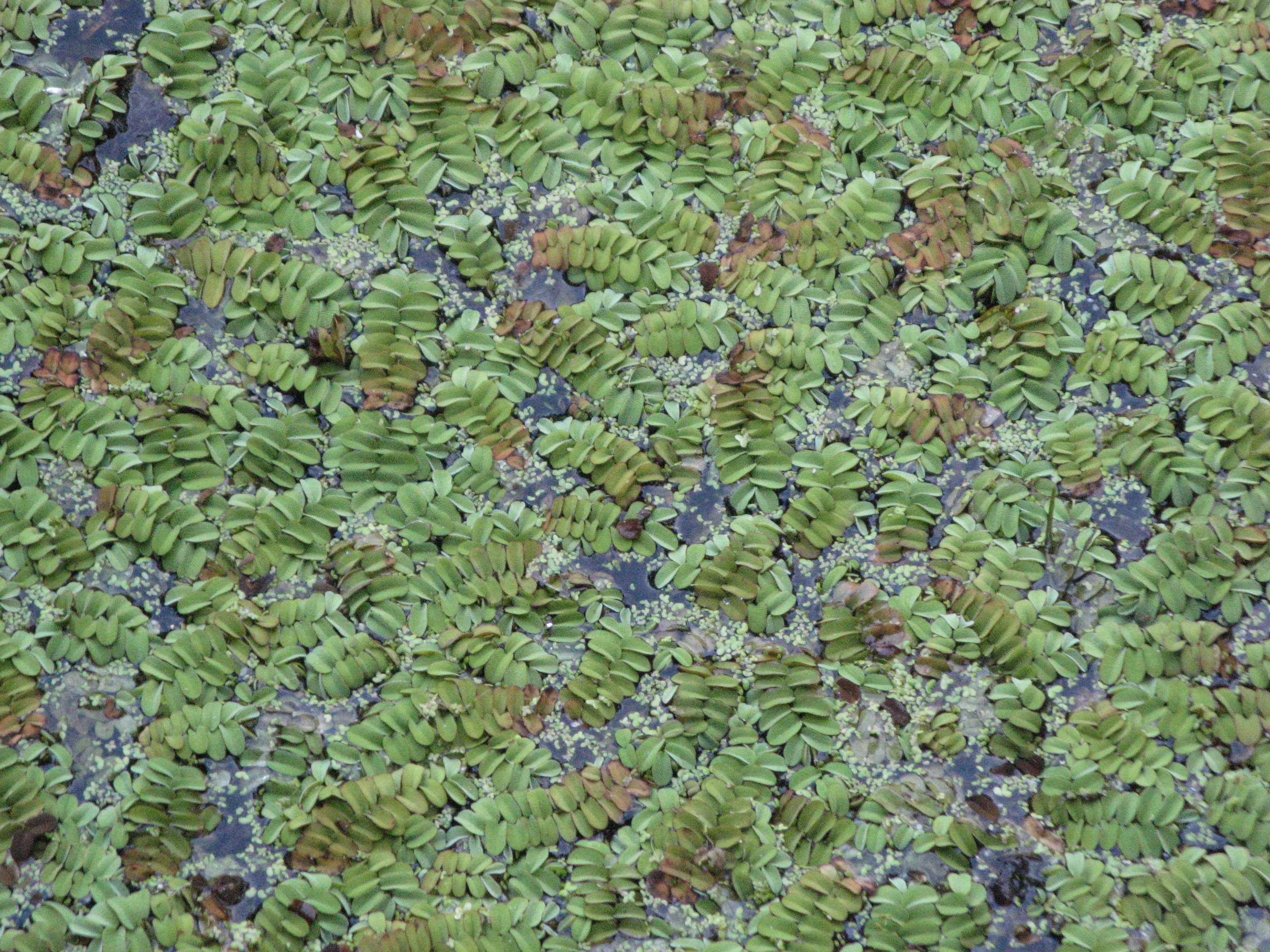
Salwinia pływająca
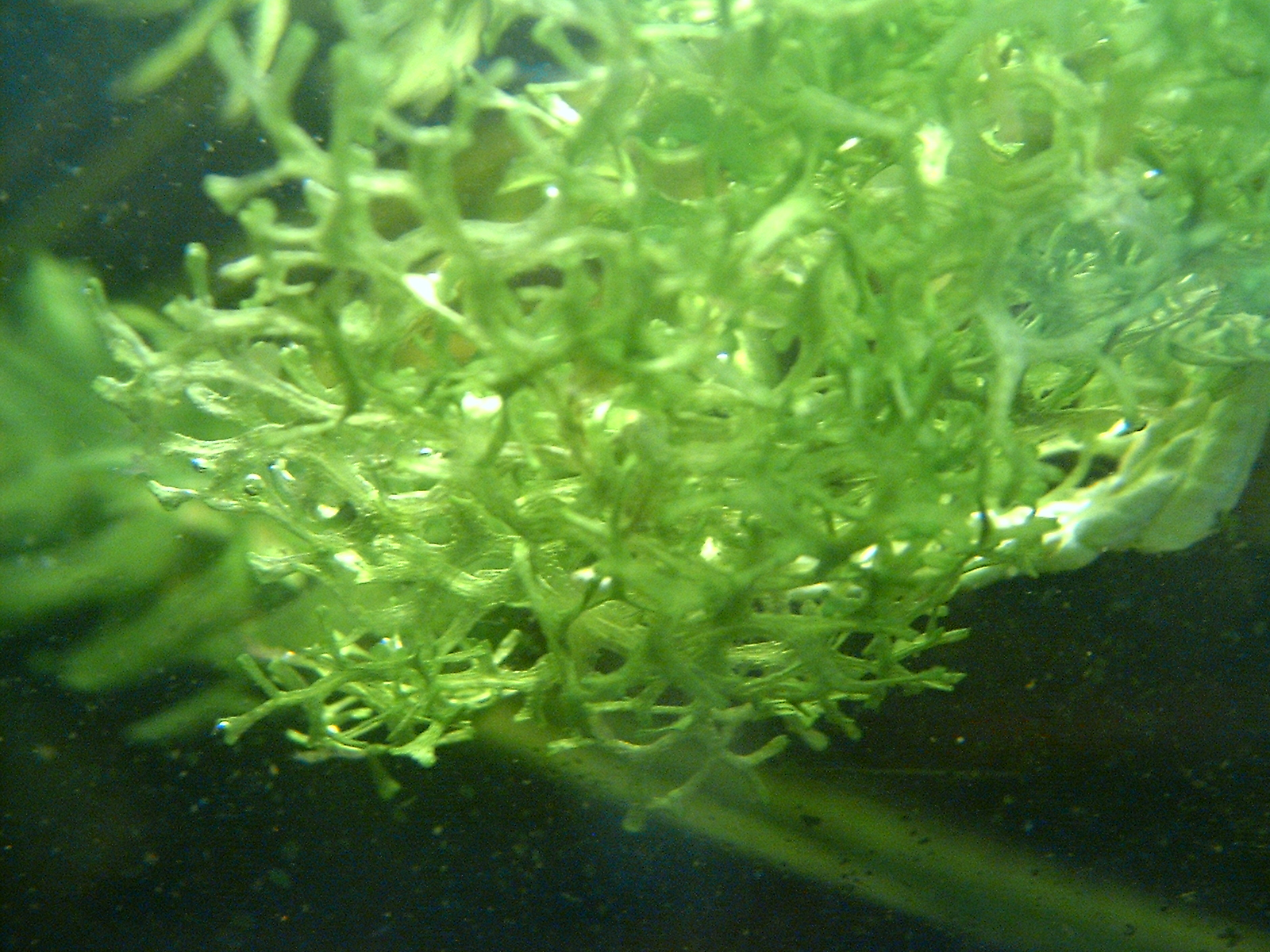
Wgłębka wodna

### Pokarm
Pokarm dla tego gatunku powinien być drobny: dafnia (rozwielitka), doniczkowce, larwy wodzienia, larwy komarów, (oczliki, rureczniki i widelnice.
Suchy pokarm przyjmują niechętnie.

### Tarło
Do tarła wymagana jest woda miękka, lekko kwaśna, temperatura podniesiona o 2–3 °C. Ikra składana jest na liściach roślin, wśród których przebywają. Długi okres rozwoju ikry. Trwa on do 2 tygodni.
Tarło może być prowadzone przez okres 7–10 dni, po tym czasie należy tarlaki odłowić.
Pierwszym pokarmem narybku jest zawartość woreczka żółtkowego, następnie należy podawać drobny plankton.